# Opération Nanook

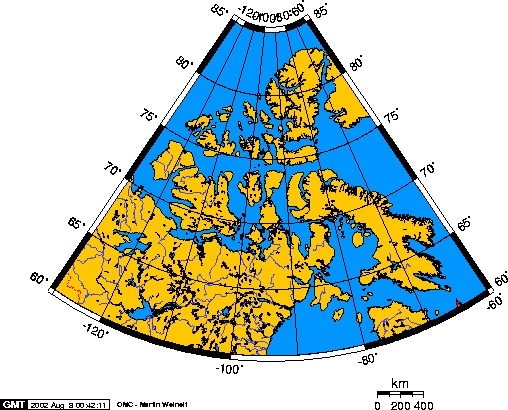
Carte de l'archipel arctique canadien

L'opération Nanook est une opération militaire conduite annuellement par les Forces canadiennes depuis 2007 pour assurer la souveraineté et la sécurité dans le Nord canadien. Elle est menée conjointement avec les autorités territoriales et d'autres partenaires fédéraux tels que la Garde côtière canadienne. Elle vise entre autres à assurer la souveraineté canadienne sur le passage du Nord-Ouest.

## Contexte

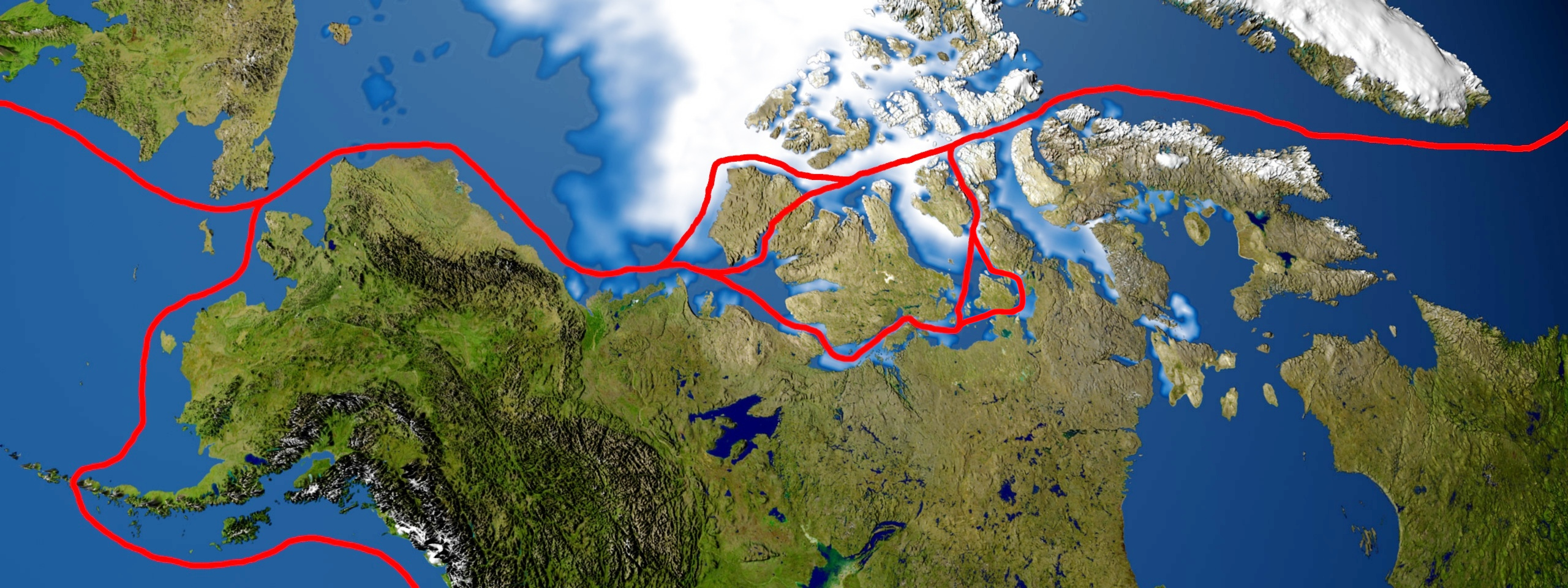
Principales routes maritimes du passage du Nord-Ouest

Le rôle de l'opération Nanook dont le nom signifie « ours polaire » en inuktitut est d'assurer la souveraineté canadienne dans sa région arctique,. En effet, l'Arctique devient de plus en plus une priorité en matière de défense pour le gouvernement canadien avec l'augmentation du trafic maritime dans le passage du Nord-Ouest et l'attention internationale que le Nord canadien attire à cause de ses richesses naturelles. Le gouvernement fédéral stipule dans sa « Stratégie pour le Nord » que le Canada doit maintenir « une présence réelle, croissante et à long terme dans la région de l’Arctique »,,,. Celle-ci dit également que le gouvernement du Canada doit « s'assurer que nous avons la capacité de protéger et de patrouiller notre territoire arctique souverain au sol, sur la mer et dans le ciel. ».
Afin de répondre à ce besoin, les Forces armées canadiennes ont mis l'accent sur le développement de la capacité opérationnelle de ses éléments à servir dans l'Arctique dans sa stratégie de défense nommée « Le Canada d'abord »,. Il s'agit d'un grand défi puisque la superficie du territoire canadien au nord du 60e parallèle est plus grande que celle de l'Europe,. L'opération Nanook fait partie, avec les opérations Nunalivut et Nunakput, des trois grandes opérations menées dans le Nord chaque année par les Forces canadiennes.
Elle était menée par le Commandement Canada jusqu'en 2012, date à laquelle celui-ci a été intégré au Commandement des opérations interarmées du Canada, et elle est conduite conjointement avec les autorités territoriales et d'autres agences du gouvernement fédéral comme la Garde côtière canadienne,. En fait, la Force opérationnelle interarmées du nord basée à Yellowknife dans les Territoires du Nord-Ouest est responsable de toutes les opérations se déroulant dans le Nord canadien,. Depuis 2010, des agences étrangères du Danemark et des États-Unis prennent également part à l'opération en envoyant des navires ou des aéronefs.

## Opération Nanook 2007

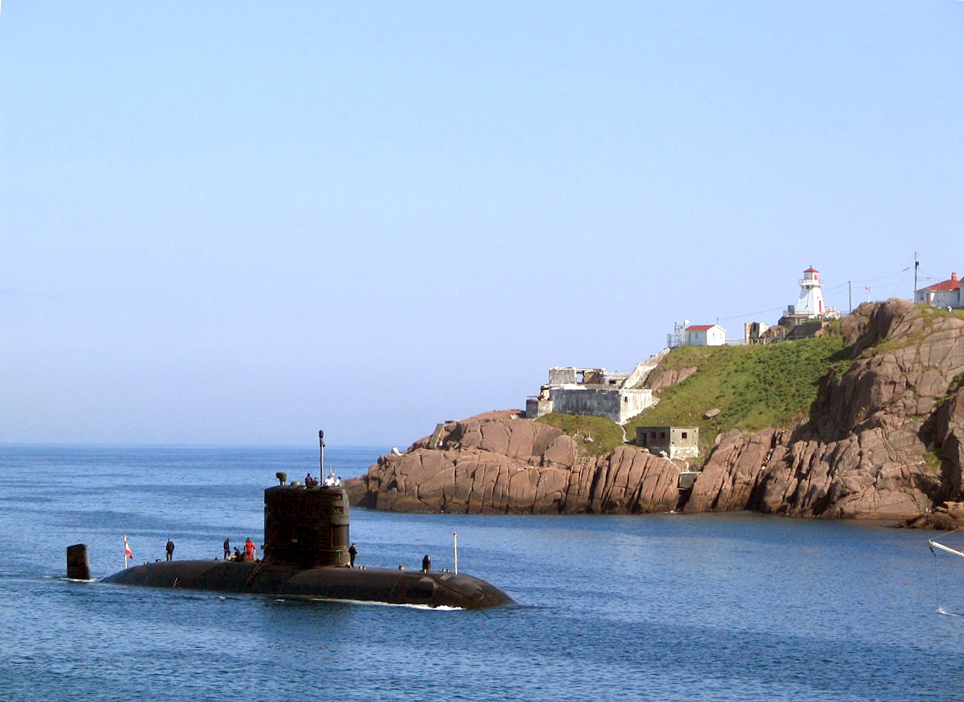
Le, un sous-marin des Forces canadiennes qui participa à l'opération Nanook 2007

L'opération Nanook 2007 fut la première édition de l'opération annuelle. Elle s'est déroulée sur les côtes de l'île de Baffin et du détroit d'Hudson du 7 au 17 août,. Il s'agissait à l'époque de la plus grande opération menée par les Forces canadiennes dans le Nord.
L'opération comprenait deux exercices principaux visant globalement à accroître la coordination entre les différents ministères du gouvernement fédéral et surtout à entraîner les Forces canadiennes dans la région arctique afin qu'elles soient aptes à y défendre la souveraineté canadienne. Le premier scénario consistait en un appel de la Gendarmerie royale du Canada demandant l'assistance des Forces canadiennes pour interdire le trafic de drogues. Le second était une demande d'assistance de la Garde côtière canadienne pour les Forces canadiennes concernant un incident de protection environnementale. Ce sont 600 membres des Forces canadiennes, de la Garde côtière canadienne et de la Gendarmerie royale du Canada qui ont pris part à l'opération.

## Opération Nanook 2008
En 2008, l'opération Nanook s'est déroulée du 19 au 26 août sous le commandement du brigadier-général David Millar, alors commandant de la Force opérationnelle interarmées du nord. Le rôle principal de l'opération Nanook 2008, tout comme l'édition de 2007, était de développer l'approche interministérielle et pangouvernementale dans la défense de la souveraineté canadienne dans l'Arctique.

## Opération Nanook 2009
L'opération Nanook de 2009 se déroula du 6 au 28 août dans l'Est de l'Arctique canadien. Le NCSM Toronto et le NCSM Corner Brook du Commandement maritime des Forces canadiennes et le NGCC Pierre Radisson de la Garde côtière canadienne participèrent à l'opération en plus de plusieurs aéronefs du Commandement aérien des Forces canadiennes. Des membres du Commandement de la Force terrestre de la Première réserve et des Rangers canadiens participèrent également à l'opération.

## Opération Nanook 2010

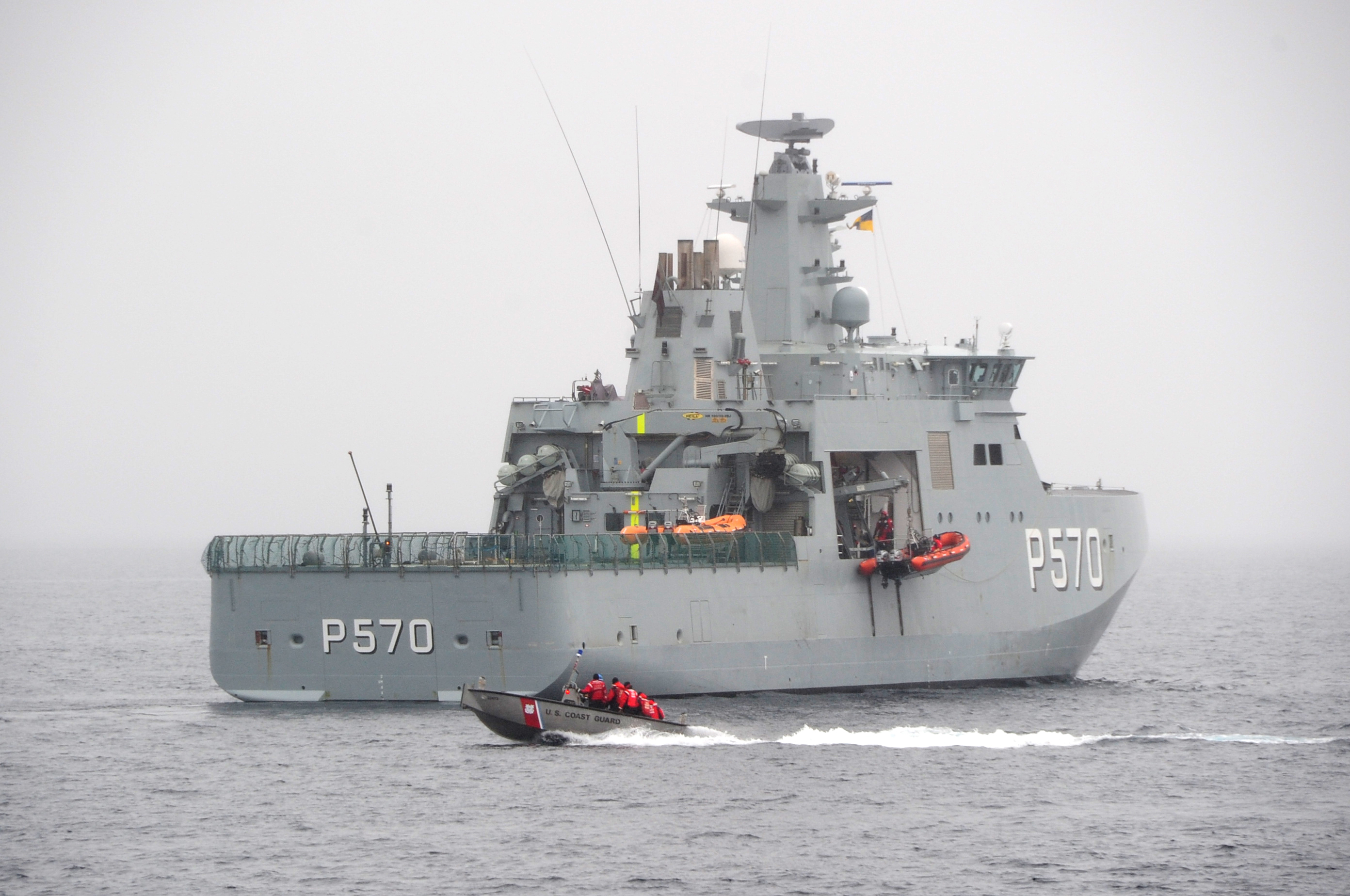
Le HDMS Knud Rasmussen de la Marine royale danoise participant à l'opération Nanook 2010

En 2010, l'opération Nanook se déroula du 6 au 26 août dans la région de Resolute Bay, de Pond Inlet, de Grise Fiord et de la baie de Baffin au Nunavut sous le commandement du brigadier-général Guy Hamel, commandant de la Force opérationnelle interarmées du nord,. Il s'agit de l'endroit le plus au nord pour l'opération Nanook depuis sa création en 2007,. L'opération Nanook 2010 comprenait deux parties principales : l'exercice Natsiq et l'exercice Tallurutiit. L'exercice Natsiq dont le nom signifie « phoque » en inuktitut s'est tenu du 6 au 23 août et consistait en patrouilles de souveraineté effectuées par les trois éléments des Forces canadiennes ainsi que par les navires des autres agences. L'exercice Tallurutiit dont le nom fait référence au passage du Nord-Ouest pour les Inuits s'est tenu les 25 et 26 août. Il s'agissait d'un exercice pangouvernemental dirigé par la Garde côtière canadienne qui portait sur le confinement et l'endiguement d'un déversement de carburant simulé,.
Ce sont plus de 900 membres des trois éléments des Forces canadiennes de la Force régulière et de la Première réserve incluant des Rangers canadiens qui participèrent à l'opération,. La Garde côtière canadienne participa également à l'opération. L'opération Nanook de 2010 fut la première où des agences étrangères participèrent. En effet, la Marine royale danoise envoya le HDMS Vædderen et le HDMS Knud Rasmussen, la marine américaine envoya le USS Porter et la garde côtière américaine envoya le USCGC Alder (en),. En tout, ce sont plus de 600 militaires du Danemark et des États-Unis qui participèrent à l'opération. De son côté, le Commandement maritime des Forces canadiennes envoya le NCSM Montréal, le NCSM Glace Bay et le NCSM Goose Bay. La Garde côtière canadienne envoya le NGCC Des Groseilliers et le NGCC Henry Larsen,. De plus, des membres de la Première réserve du Nord de l'Ontario ont fourni de l'instruction aux Rangers canadiens à Resolute Bay et à Pond Inlet. La composante aérienne comprenait des aéronefs CC-130 Hercules, CC-138 Twin Otter, CC-177 Globemaster III, CH-146 Griffon et CP-140 Aurora.

## Opération Nanook 2011

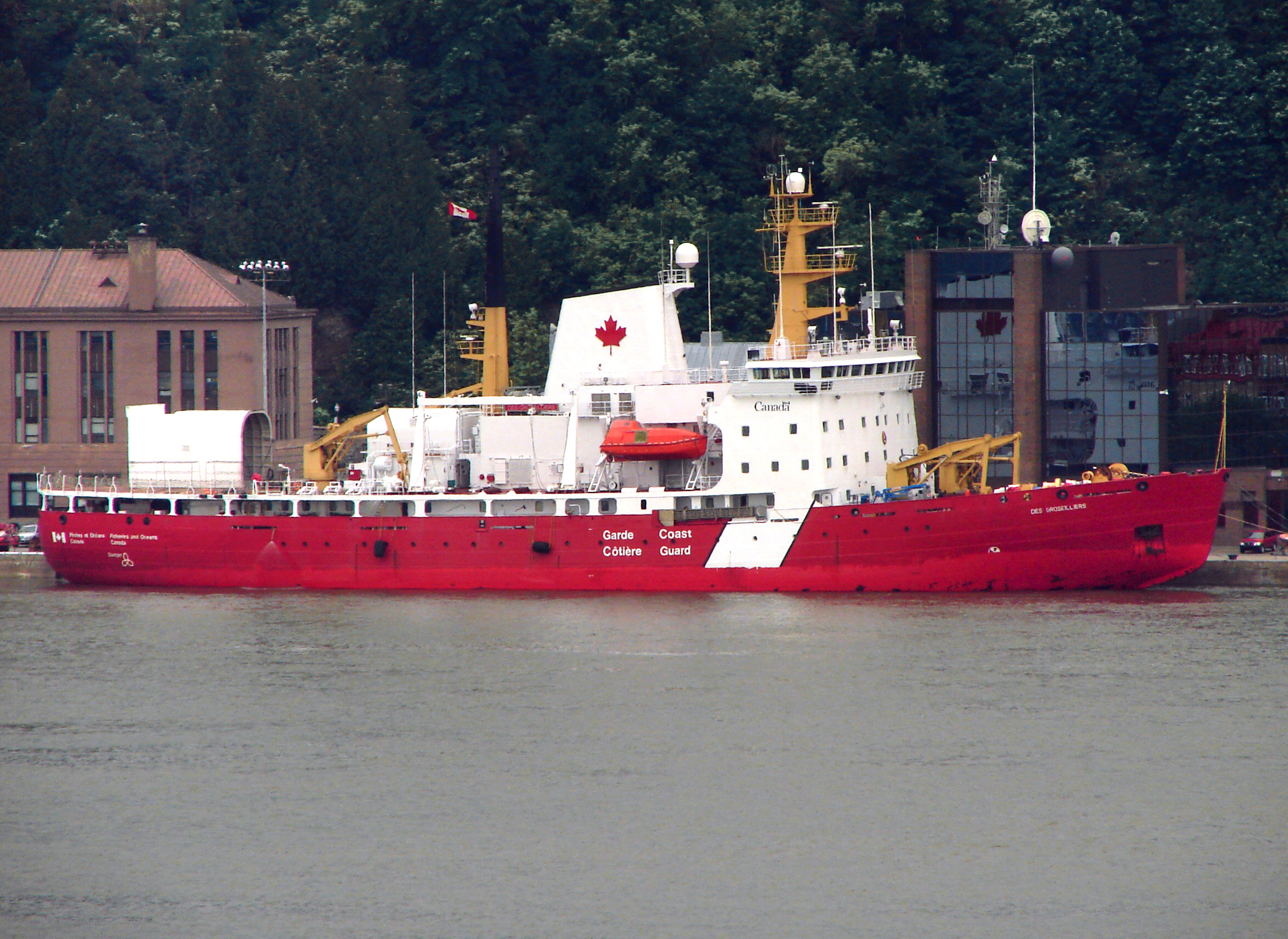
Le NGCC Des Groseilliers, un des brise-glaces de la Garde côtière canadienne qui participa à l'opération Nanook 2011

L'opération Nanook de 2011 commença le 5 août avec le départ d'un groupe opérationnel naval multinational de Saint-Jean en Terre-Neuve-et-Labrador en direction de l'Est de l'océan Arctique,. Elle se déroula jusqu'au 26 août et était dirigée à partir d'un quartier général avancé de la Force opérationnelle interarmées du nord situé à Resolute Bay sur l'île Cornwallis au Nunavut,. L'opération est divisée en deux parties principales. La première se déroula jusqu'au 20 août et était principalement constituée de patrouilles de souveraineté sur terre sur l'île Cornwallis et en mer dans le détroit de Lancaster, la baie de Baffin et le détroit de Davis. La seconde partie était composée d'un exercice de sauvetage maritime simulé dans la baie Strathcona dans le Nord de l'île de Baffin et d'un exercice d'intervention en cas de catastrophe aérienne dans la région de Resolute Bay,,. En tout, ce sont plus de 1 100 militaires canadiens et plus de 100 participants de pays étrangers qui prirent part à l'opération.
En plus des partenaires fédéraux, territoriaux et municipaux canadiens, la Marine royale danoise et la garde côtière américaine participent également à l'opération,,. En effet, la Marine royale danoise déploya le HDMS Hvidbjørnen et le HDMS Ejnar Mikkelsen. De son côté, la garde côtière américaine envoya le USCGC Willow. Trois navires du Commandement maritime des Forces canadiennes participèrent à l'opération : le NCSM St. John's, le NCSM Moncton et le NCSM Summerside, tous trois des Forces maritimes de l'Atlantique. La Garde côtière canadienne envoya également trois navires : le NGCC Des Groseilliers, le NGCC Henry Larsen et le NGCC Terry Fox.
Du côté du Commandement de la Force terrestre (COMFT), l'équipe d'intervention immédiate du 2e Bataillon du Royal 22e Régiment de la base des Forces canadiennes Valcartier au Québec (à laquelle était jointe un peloton du GCIA du 35e GBC) ainsi que le 1er et le 5e Groupe de patrouille des Rangers canadiens respectivement de Yellowknife dans les Territoires du Nord-Ouest et de Halifax en Nouvelle-Écosse prirent part à l'opération. Le 4e Régiment d'artillerie antiaérienne participa aussi à l'opération avec ses drones. De plus, le groupe-compagnie d'intervention dans l'Arctique (GCIA) du Secteur de l'Atlantique de la Force terrestre (SAFT) fut également déployé dans la région de Resolute Bay à partir du 9 août. Il était composé de militaires du 37e Groupe-brigade de la Première réserve provenant du Nouveau-Brunswick et de Terre-Neuve-et-Labrador. En fait, le GCIA du SAFT est la responsabilité du 1er Bataillon du The Royal New Brunswick Regiment. La composante du COMFT de l'opération Nanook 2011 était sous le commandement du lieutenant-colonel William Beaudoin.
La participation de l'aviation était constituée du 405e Escadron de patrouille maritime avec le CP-140 Aurora, du 425e Escadron d'appui tactique avec le CF-18 Hornet, du 429e Escadron de transport avec le CC-177 Globemaster III, du 435e et du 436e Escadron de transport et de sauvetage avec le CC-130 Hercules, du 438e Escadron tactique d'hélicoptères avec le CH-146 Griffon et du 440e Escadron de transport avec le CC-138 Twin Otter.

## Opération Nanook 2012

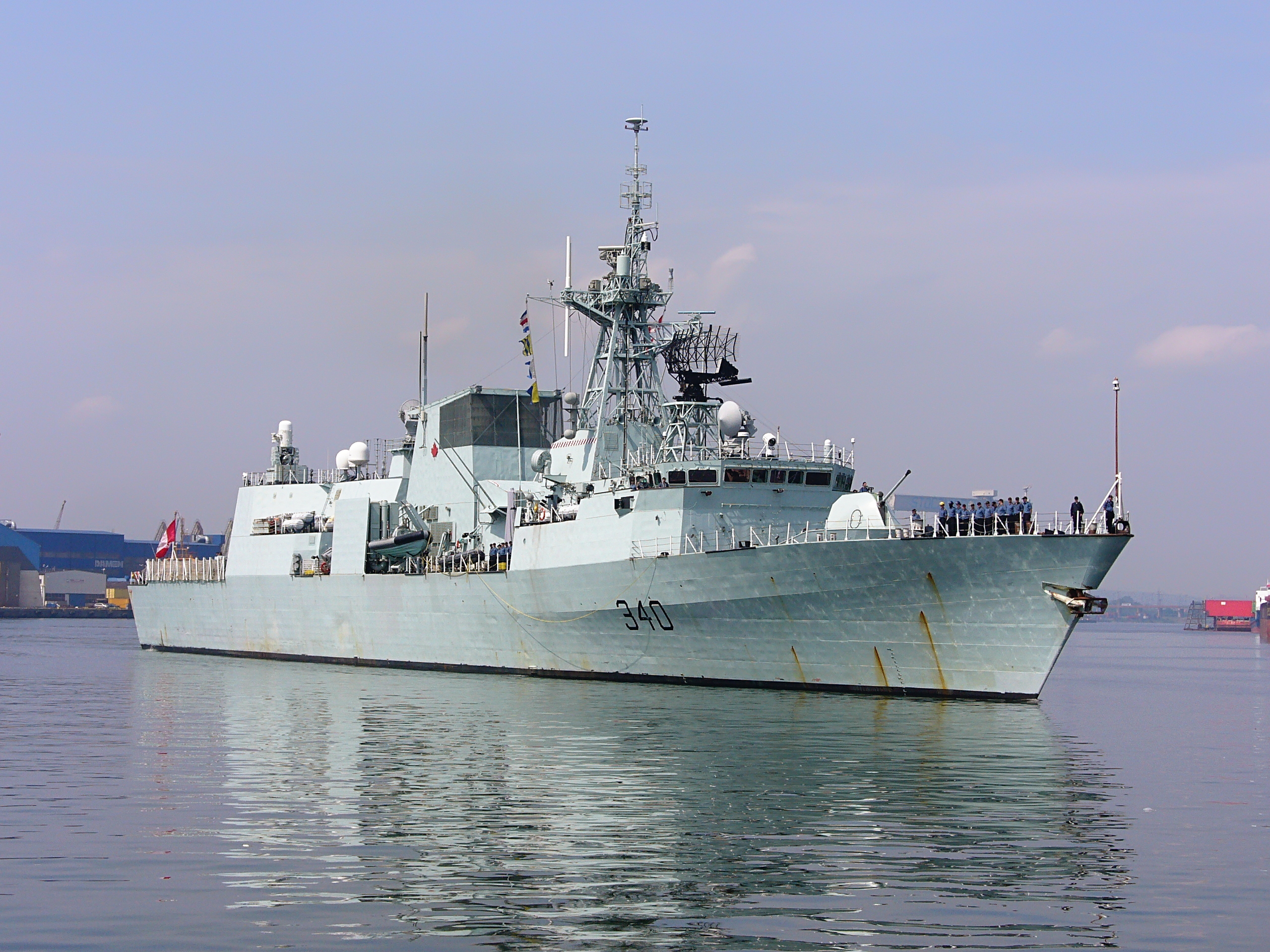
Le NCSM St. John's, la frégate de la Marine royale canadienne qui participa à l'opération Nanook 2012

L'opération Nanook de 2012 s'est déroulée du 1er au 26 août et était dirigée par le Commandement Canada,. Elle s'est déroulée à deux endroits : près d'Inuvik et de Tsiigehtchic dans les Territoires du Nord-Ouest et dans la région de la baie d'Hudson et du détroit d'Hudson ainsi que leurs côtes. Elle incluait la participation des trois commandements opérationnels, l'Armée, l'Aviation et la Marine, avec en tout 1 250 militaires incluant des Rangers canadiens. Le NCSM St. John's et le NCSM Kingston furent les deux navires de la Marine royale canadienne qui participèrent à l'opération. Le HDMS Triton (en) de la Marine royale danoise et le USCGC Juniper (en) de la Garde côtière américaine firent également partie de l'opération. Plusieurs autres ministères fédéraux, provinciaux et territoriaux prirent part à l'opération ainsi que des observateurs des États-Unis et du Royaume-Uni.
Le scénario dans les Territoires du Nord-Ouest avait pour but de faire collaborer l'Armée et l'Aviation ainsi que d'autres partenaires pangouvernmentaux tandis que le scénario de la baie d'Hudson voyait une opération pangouvernementale dirigée par la Gendarmerie royale du Canada demander du renfort aux Forces canadiennes.

## Opération Nanook 2013
L'opération Nanook de 2013 s'est tenue du 2 au 23 août dans quatre endroits différents dans les trois territoires canadiens.

## Opération Nanook 2014
L'opération Nanook 2014 a commencé le 20 août. Elle voit la participation de 800 personnes, incluant des membres de tous les éléments des Forces armées canadiennes, mais également un navire de la Marine royale danoise, un avion de surveillance des États-Unis et des fonctionnaires de 14 services gouvernementaux fédéraux et territoriaux du Canada. L'opération se tient au Nunavut et met en scène deux scénarios : une opération de recherche et sauvetage d'un navire de pêche au large de l'île de Baffin et l'évacuation d'un bateau de croisière dans la baie York.

## Opération Nanook 2015
L'opération Nanook 2015 s'est déroulée du 16 au 30 août. C'est environ 650 membres du personnels militaire qui ont pris part a cette opération. Les États-Unis ont participé aux exercices d’entraînement et le Royaume-Uni et la France ont envoyé des observateurs. Cet exercice pangouvernemental a servi à améliorer la collaboration entre les forces armées canadiennes et les autres ministères et agences ainsi qu’à renforcer les relations avec les autorités locales, les Autochtones et les partenaires internationaux. L'opération Nanook 2015 était centrée sur la sureté et la sécurité ainsi que la défense du nord.
Les scénarios opérationnels incluaient un déversement de pétrole ainsi que la gestion des conséquences. Il y a eu des scénarios de sureté et de sécurité durant des évènements d'entrainements sur la sécurité dans cinq communautés nordiques.
Ces scénarios ont été mis sur pied pour deux raisons. La première est d'exercer la souveraineté du Canada dans les régions du nord. La deuxième est pour mettre en pratique les mesures d'interventions locales, régionales et nationales des Forces Armées Canadiennes.

## Opération Nanook 2016
1. Environ 850 militaires et civils canadiens ont participé à l'opération Nanook 2016. Elle s'est déroulée du 21 août au 2 septembre. Elle s'est déroulée près de la région de Whitehorse et de Haines Junction au Yukon et à Rankin Inlet, au Nunavut. Les Forces armées canadiennes ont envoyé des unités terrestres, maritimes et aériennes. Cela comprenait des militaires pour le commandement, le personnel et le soutien. Des civils d'organisations fédérales et territoriales se sont également joints à eux.

L'opération Nanook 2016 s'est déroulée en deux parties. L'un était un exercice de sécurité. Il comportait une réponse pangouvernementale à un tremblement de terre simulé. L'autre était la formation à la sécurité dans l'Arctique. Cela comprenait des patrouilles militaires, une formation en recherche et sauvetage et des exercices de combat simulés.

## Opération Nanook 2017
L'opération Nanook 2017 s'est déroulée du 14 au 25 août 2017 au Labrador et au Nunavut. Près de 900 militaires et civils des Forces armées canadiennes y ont participé. L'opération Nanook 2017 comportait deux volets :
1. Rankin Inlet, Nunavut : La Force opérationnelle interarmées (Nord) s'est concentrée sur la gamme complète d'activités d'intervention en cas de crise et de gestion des conséquences résultant d'une urgence écrasante dans une communauté isolée, impliquant plusieurs paliers de gouvernement et partenaires, y compris les Forces armées canadiennes.
2. Labrador : La Force opérationnelle interarmées (Atlantique) a dirigé une réponse à un scénario de sécurité. Des membres des Forces armées canadiennes et d'autres ministères et organismes gouvernementaux y ont participé.

## Opération Nanook 2018

### Réponse aux désastres
Du 21 au 28 septembre 2018, les membres des Forces armées canadiennes ont travaillé avec des partenaires à Yellowknife et à Behchokǫ̀, dans les Territoires du Nord-Ouest. Ils ont pratiqué la façon dont les organisations militaires et civiles réagiraient aux urgences et aux catastrophes naturelles dans le nord du Canada. La formation visait à aider le gouvernement des Territoires du Nord-Ouest et un certain nombre de partenaires municipaux et autochtones locaux à mettre en œuvre leurs plans de gestion des urgences. Ensemble, ils ont traversé une série de scénarios d'escalade. L'objectif des Forces armées canadiennes était de déterminer comment elles évacueraient les personnes en cas d'incendie de forêt.

### Exercice de catastrophe aérienne majeure
Environ 270 membres des Forces armées canadiennes ont participé à un exercice de catastrophe aérienne majeure à Yellowknife, Territoire du Nord-Ouest, du 17 au 21 septembre 2018. Alors que les Forces armées canadiennes ont la responsabilité principale de la recherche et sauvetage aéronautique, c'est-à-dire la recherche d'aéronefs abattus, une catastrophe aérienne majeure nécessiterait une intervention coordonnée. Ainsi, pendant l'exercice, les membres des FAC ont travaillé aux côtés d'autres ministères, d'organisations non gouvernementales et d'entreprises privées. L'exercice impliquait des soldats, des aviatrices et des aviateurs, y compris des professionnels de la santé et du personnel de soutien. Les aéronefs suivants ont été impliqués :
- CC-130 Hercule
- CH-146 Griffon
- CH-149 Cormoran

Dans le cadre du scénario, les techniciens en recherche et sauvetage et le personnel des services de santé ont mené un certain nombre d'activités de formation, y compris le triage initial, la stabilisation, le traitement médical et la préparation du mouvement ultérieur.

### Défense et sécurité du domaine maritime
Environ 300 membres des FAC ont participé à l'opération Nanook du 8 août 2018 au 4 septembre 2018. Ils ont participé à un exercice de défense et de sécurité du domaine maritime dans les régions du nord du Labrador, du Nunavut et du Groenland. Le NCSM Charlottetown et le NCSM Kingston ont visité un certain nombre de collectivités de l'Arctique. Cela a donné aux marins l'occasion de nouer des liens et de renforcer leurs relations avec les collectivités du Nord. Les membres des Forces armées canadiennes ont travaillé aux côtés de partenaires et de ministères gouvernementaux ainsi que de partenaires internationaux, dont la marine danoise.

### Patrouilles de présence
Du 16 juillet au 7 septembre 2018, les membres des Forces armées canadiennes ont mené une série d'activités de présence le long du passage du Nord-Ouest. Cela comprenait les éléments suivants :
- Patrouilles de présence
- Reconnaissance de l'eau et de l'air
- Formation de survie

Les membres du 1er Groupe de patrouilles des Rangers canadiens ont surveillé les voies navigables internes pendant la période la plus achalandée de l'année pour le trafic maritime. Les partenaires du Nord, y compris d'autres ministères, ont participé à plusieurs activités.

## Opération Nanook 2019
L'opération Nanook 2019 a été menée dans des collectivités et des endroits de l'Arctique canadien, notamment au Nunavut, au Yukon, dans les Territoires du Nord-Ouest et dans le passage du Nord-Ouest. L'itération 2019 de l'Op NANOOK comprenait les Forces armées canadiennes (FAC), d'autres ministères et organismes gouvernementaux, ainsi que des partenaires nationaux et internationaux. L'opération Nanook 2019 s'est déroulée en quatre parties :
- Op NANOOK-NUNALIVUT: Territoires du Nord-Ouest, du 17 mars au 1er avril 2019.

Objectif principal: Opérations hivernales dans l'Extrême-Arctique
- Op NANOOK-TATIGIIT : Yukon, 27 mai au 7 juin 2019

Objectif principal : formation à l'évacuation en cas d'incendie de forêt
- Op NANOOK-NUNAKPUT : Nunavut, du 11 au 30 août 2019

Objectif principal : formation à l'évacuation en cas d'incendie de forêt
- Op NANOOK-TUUGAALIK : Passage du Nord-Ouest, du 9 août au 13 septembre 2019

Objectif principal : Présence navale et surveillance le long du passage du Nord-Ouest
Le partenariat respectueux entre les FAC et les peuples et communautés autochtones du Nord canadien est commun à tous les aspects de l'opération Nanook. Les unités des Rangers canadiens et les gouvernements locaux ont contribué au succès de l'opération Nanook 2019.

## Opération Nanook 2020

### Nanook-Nanalivut
L'opération a eu lieu du 24 février au 27 mars 2020. Les FAC ont mobilisé 350 hommes à Resolute Bay et à Rankin Inlet en collaborant avec ses partenaires et alliés dans le Nord. Armée de terre, air et Marine étaient présentes :

#### Forces du Canada
- Le 12ème régiment blindé
- Le 1er Groupe de patrouilles des Rangers canadiens (en partie)
- La première réserve (relevant du 35e Groupe-brigade)
- La composante de soutien de la Force opérationnelle interarmées (Nord)
- Le 44e Escadron de transport

#### Forces étrangères
- La 86th Infantry Brigade Combat Team américaine
- Des plongeurs belges
- Des plongeurs finlandais
- Des plongeurs français

#### Exercices
Différents exercices ont été organisés : patrouilles, constructions et entretien de pistes de fortune, essais de communications en mode dégradé, plongées et déplacements tactiques.

### Nanook–Tuugaalik
L'exercice a eu lieu du 4 au 26 août 2020.

#### Forces du Canada
La frégate NCSM Ville de Quebec
Le navire de défense côtière NCSM Glace Bay
Le ravitailleur MV Asterix

#### Forces étrangères
Le HDMS Triton (Danemark), le navire de défense côtière (France)
Le FS Fulmar français de défense côtière
L'USGC Tahoma de la Garde côtière (EU)
L'USS Thomas Hudner, destroyer lanceur de missiles (EU)

#### Exercice
Les participants à cet exercice naval cette année étaient le Canada, la France, les États-Unis et le Danemark. Les sept navires sont restés en mer 14 jours dans les régions du Détroit de Davis, au niveau du passage stratégique du Nord-Ouest. Il n'y a pas eu de déploiement de troupe à terre du fait de la pandémie COVID 19.

#### Articles de périodiques
- « Op NANOOK 10 repousse les limites », La Feuille d'érable, vol. 13, no 26,‎ 18 août 2010, p. 4 (lire en ligne)
- « Une opération dans l'Arctique met à l'épreuve des concepts d'appui », La Feuille d'érable, vol. 14, no 25,‎ 3 août 2011, p. 3 (lire en ligne)